# Philip Tomalin
Philip Humphreys Tomalin (Londra, 10 aprile 1856 – Bognor Regis, 12 febbraio 1940) è stato un crickettista e dirigente sportivo francese.
Partecipò ai Giochi olimpici 1900 di Parigi nel torneo di cricket, vincendo la medaglia d'argento con la squadra che rappresentò la Francia.
Nel 1894 fu eletto presidente della società di calcio e cricket, lo Standard Athletic Club. Mantenne questa carica fino al 1940, anno della sua morte.

## Palmarès
| Anno | Manifestazione | Sede   | Evento  | Risultato | Note |
| ---- | -------------- | ------ | ------- | --------- | ---- |
| 1900 | Olimpiadi      | Parigi | Cricket | Argento   |      |